# Eastwood Rides Again
Eastwood Rides Again je sedmi album sastava The Upsetters. Izašao je krajem 1970. na tržište. Izdan je pod etiketom Trojan Records, a producirao ga je Lee Scratch Perry. Žanrovski pripada reggaeu.
Skladba Dollar in the Teeth se pojavljuje u računalnoj igri Grand Theft Auto: London 1969.

## Popis pjesama
Sve pjesme je skladao Lee "Scratch" Perry osim na mjestima gdje je drukčije naznačeno.

### Strana A
1. Eastwood Rides Again (2:59)
2. Hit Me (2:28)
3. Knock on Wood (2:46)
4. Popcorn (2:10)
5. Catch This (2:18)
6. You Are Adorable (3:28)
7. Capsol (2:26)

### Strana B
1. Power Pack (2:29)
2. Dollar in the Teeth (2:33)
3. Baby Baby - Val Bennett (2:15)
4. Django (Ol' Man River) (2:31) (Jerome Kern, Oscar Hammerstein II)
5. Red Hot (2:46)
6. Salt and Pepper (2:37)
7. Tight Spot (2:35)